# Les Enfants de Golzow
Pour plus de détails, voir Fiche technique et Distribution.
Les Enfants de Golzow (Die Kinder von Golzow) est un documentaire cinématographique allemand à long terme réalisé par Barbara et Winfried Junge entre 1961 et 2007 d'après une idée du réalisateur de documentaires Karl Gass.

## Synopsis
De 1961 à 2007, Barbara et Winfried Junge accompagnent dix-huit jeunes nés entre 1953 et 1955.

## Fiche technique

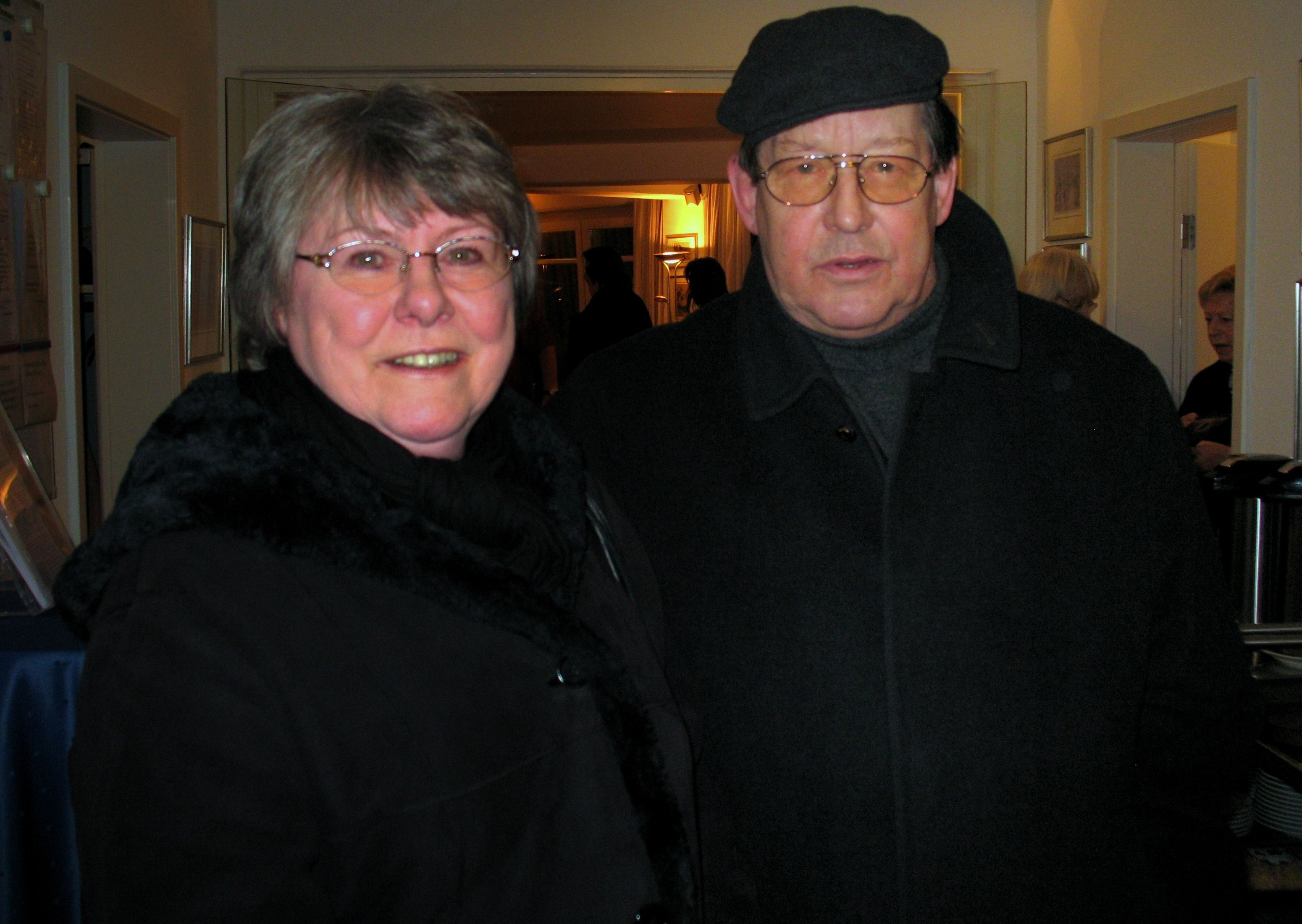
Les réalisateurs Barbara et Winfried Junge.

- Titre français : Les Enfants de Golzow[1],[2],[3]
- Titre original : Die Kinder von Golzow
- Société de production : Deutsche Film AG
- Pays de production :  Allemagne de l'Est
- Langue de tournage : allemand
- Durée : 2 553 minutes (43 h)
- Genre : Film documentaire
- Date de sortie : de 1961 à 2007.

## Les films
- 1961 : Wenn ich erst zur Schule geh (13 min, noir et blanc)
- 1962 : Nach einem Jahr – Beobachtungen in einer ersten Klasse (14 min, noir et blanc)
- 1966 : Elf Jahre alt (29 min, noir et blanc)
- 1969 : Wenn man vierzehn ist (36 min, noir et blanc)
- 1971 : Die Prüfung (19 min, noir et blanc)
- 1975 : Ich sprach mit einem Mädchen (30 min, noir et blanc)
- 1979-1980 : Anmut sparet nicht noch Mühe (107 min)
- 1980 : Lebensläufe – Die Geschichte der Kinder von Golzow in einzelnen Porträts (257 min)
- 1984 : Diese Golzower – Umstandsbestimmung eines Ortes (100 min)
- 1992 : Drehbuch: Die Zeiten ; Drei Jahrzehnte mit den Kindern von Golzow und der DEFA (284 min, 3 parties)
- 1994 : Das Leben des Jürgen von Golzow (de) (192 min)
- 1995 : Die Geschichte vom Onkel Willy aus Golzow (de) (145 min)
- 1996-1997 : Was geht euch mein Leben an – Elke, Kind von Golzow (de) (125 min)
- 1996-1997 : Da habt ihr mein Leben – Marieluise, Kind von Golzow (de) (141 min)
- 1998 : Brigitte und Marcel – Golzower Lebenswege (de) (110 min)
- 1999 : Ein Mensch wie Dieter – Golzower (de) (122 min)
- 2001 : Jochen – ein Golzower aus Philadelphia (de) (119 min)
- 2002 : Eigentlich wollte ich Förster werden (de) – Bernd aus Golzow (142 min)
- 2006 : Und wenn sie nicht gestorben sind … – Das Ende der unendlichen Geschichte (de) (278 min, 2 parties)
- 2007 : ... dann leben sie noch heute – Das Ende der unendlichen Geschichte (de) (290 min, 2 parties)

## Commentaires
Le film suit la vie des élèves d'une classe de l'école de Golzow, dans le Brandebourg, en Allemagne.
Le résultat est une œuvre de vingt segments de films, totalisant plus de soixante-dix kilomètres de pellicule, soit une durée de quelque 45 heures. Les six premiers segments sont en noir et blanc.
Le documentaire, le plus long de l'histoire du cinéma, prend fin avec les deux parties Und wenn sie nicht gestorben sind... et ...dann leben sie noch heute (littéralement : Et s'ils ne sont pas morts... et ...alors ils vivent encore aujourd'hui.
L'œuvre met en lumière non seulement les récits individuels de la vie des protagonistes, mais donne aussi un aperçu en profondeur de l'histoire de la République démocratique allemande (RDA) et de son union avec la République fédérale d'Allemagne (RFA) ainsi que de l'esthétique et de l'exigence des documentaires de la DEFA (Deutsche Film AG).
La fin de la RDA, et donc la DEFA, conduit Winfried Junge à continuer le projet Golzow avec le télé-diffuseur allemand ARD, et en particulier l'émetteur régional berlinois RBB (Rundfunk Berlin-Brandenburg).

## Postérité
L'école primaire de Golzow a été rebaptisée en juillet 2008 Grundschule « Kinder von Golzow » (école primaire « Enfants de Golzow »).

### Différentes parties sur IMDb
- « Das Leben des Jürgen von Golzow » (présentation de l'œuvre), sur l'Internet Movie Database
- « Die Geschichte vom Onkel Willy aus Golzow » (présentation de l'œuvre), sur l'Internet Movie Database
- « Was geht euch mein Leben an – Elke, Kind von Golzow » (présentation de l'œuvre), sur l'Internet Movie Database
- « Da habt ihr mein Leben – Marieluise, Kind von Golzow » (présentation de l'œuvre), sur l'Internet Movie Database
- « Brigitte und Marcel – Golzower Lebenswege » (présentation de l'œuvre), sur l'Internet Movie Database
- « Ein Mensch wie Dieter – Golzower » (présentation de l'œuvre), sur l'Internet Movie Database
- « Jochen – ein Golzower aus Philadelphia » (présentation de l'œuvre), sur l'Internet Movie Database
- « Eigentlich wollte ich Förster werden » (présentation de l'œuvre), sur l'Internet Movie Database
- « Und wenn sie nicht gestorben sind ... – Das Ende der unendlichen Geschichte » (présentation de l'œuvre), sur l'Internet Movie Database
- « ... dann leben sie noch heute – Das Ende der unendlichen Geschichte » (présentation de l'œuvre), sur l'Internet Movie Database
- « Lebensläufe – Die Geschichte der Kinder von Golzow in einzelnen Portraits » (présentation de l'œuvre), sur l'Internet Movie Database